# Le tueur aime les bonbons

Le tueur aime les bonbons (Un killer per sua maestà) est un film italo-franco-allemand réalisé par Federico Chentrens et Maurice Cloche, sorti en 1968.

## Fiche technique
- Titre original : Un killer per sua maestà
- Titre français : Le tueur aime les bonbons
- Titre allemand : Zucker für den Mörder
- Réalisations : Federico Chentrens et Maurice Cloche
- Scénario : Maurice Cloche, John Haggarty, Giovanni Simonelli d'après un roman d'Adam Saint-Moore
- Musique : Gianni Marchetti
- Producteur : Richard Hellman
- Sociétés de production : Critérion Film, Eichberg-Film, Franca Film
- Durée : 85 minutes
- Couleur : Technicolor
- Genre : Film d'action
- Dates de sortie :
  -  Italie 12 avril 1968
  -  Allemagne de l'Ouest 4 octobre 1968
  -  France 12 novembre 1968
  -  Danemark 3 décembre 1969
  -  Pays-Bas 8 octobre 1970
  -  Espagne 23 avril 1973
  -  Royaume-Uni 1974

## Distribution
- Kerwin Mathews : Mark
- Marilù Tolo : Sylva
- Venantino Venantini : Costa
- Ann Smyrner
- Riccardo Garrone : Nicolo
- Werner Peters : Guardino
- Gordon Mitchell : Toni
- Bruno Cremer : Oscar Snell
- Lukas Ammann (en) : Faoud
- Sieghardt Rupp
- Alain Saury : Le général